# 岸道三

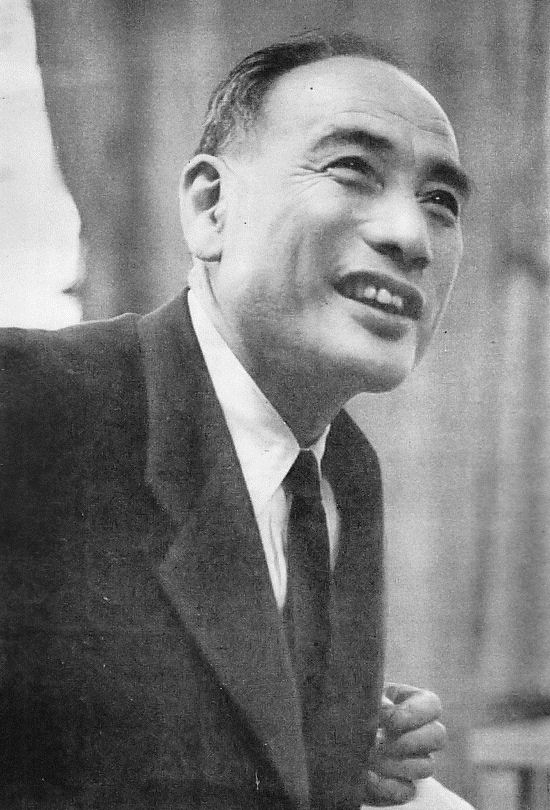
岸道三

岸 道三（きし みちぞう、1899年12月1日 - 1962年3月14日）は、日本の実業家・財界人。経済同友会代表幹事（第10代）・日本道路公団初代総裁。

## 経歴
大阪府大阪市に生まれ、北海道小樽市で育つ。小樽中学校から三浪を経て、第一高等学校に入学。5年間在籍し、その間全寮委員長として、関東大震災後の同校移転問題などに関係する。その後東京帝国大学工学部鉱山学科に入学。在学中はボート部で活躍し、1929年の卒業後も後輩の指導に当たった。
東京帝大学生課嘱託などを経て、1931年に名古屋合板支配人として財界に入る。以後明治製革常務、満鉄調査部嘱託、興中公司広東事務所長などを歴任する一方、昭和研究会に所属し、各界に広く人脈を持つようになる。1937年牛場友彦とともに、第一次近衛内閣首相秘書官となり、政策研究会「朝飯会」を主宰。その後満鉄調査部員などを経て、鈴木貫太郎内閣総合計画局参与として終戦を迎える。
1947年同和鉱業副社長。1955年経済同友会代表幹事となり、近江絹糸争議の調停などで活躍した。1956年に日本道路公団が創設されると初代総裁に就任。在任中は、欧米に比べ立ち遅れていた日本の道路事情の改善・発展に尽くした他、高速道路調査会を設立し、名神高速道路の建設、首都高速道路の建設などに力を注いだ。これらの業績により、1960～61年国際道路連盟から「ハイウェイマン賞」を2年連続で贈られた。在任中の1962年3月に死去。